# Новолокті
Новоло́кті (рос. Новолокти) — село у складі Ішимського району Тюменської області, Росія.
Населення — 911 осіб (2010, 1121 у 2002).
Національний склад станом на 2002 рік:
- росіяни — 89 %